# Gastrimargus lombokensis
Gastrimargus lombokensis är en insektsart som beskrevs av Sjöstedt 1928. Gastrimargus lombokensis ingår i släktet Gastrimargus och familjen gräshoppor. Inga underarter finns listade i Catalogue of Life.